# فاودرينهيم
فاودرينهيم (بالفرنسية: Vaudringhem)‏ هي بلدية تقع في إقليم باد كاليه من منطقة نور با دو كاليه في شمال فرنسا. تبلغ مساحة هذه المدينة 7.61 (كم²)، وترتفع عن سطح البحر 150 م، يبلغ عدد سكانها 447 نسمة حسب إحصاء المعهد الوطني للإحصاء والدراسات الاقتصادية سنة 2009 م. وترأس Nicolas Evrard البلدية خلال فترة (2008-2014).